# Andrzej Gołaś (ur. 1942)
Andrzej Ignacy Gołaś (ur. 31 sierpnia 1942 w Warszawie) – polski przedsiębiorca i polityk, poseł na Sejm II kadencji.

## Życiorys
Uzyskał wykształcenie średnie, przez kilka lat studiował w Państwowej Wyższej Szkole Morskiej w Szczecinie. Pracował następnie w stacji brzegowej Szczecin Radość i na statkach morskich. Później zajął się prowadzeniem własnego gospodarstwa ogrodniczego. Został właścicielem hal targowych i stacji benzynowej. W 1993 został wybrany do Sejmu w okręgu szczecińskim, z listy Bezpartyjnego Bloku Wspierania Reform. Później w Sejmie należał do Koła Parlamentarnego Porozumienia Prawicy – Solidarni w Wyborach. Brał udział w pracach Komisji Rolnictwa i Gospodarki Żywnościowej, Komisji Nadzwyczajnej do Rozpatrzenia Projektów Ustaw Lustracyjnych, Komisji Obrony Narodowej oraz Komisji Administracji i Spraw Wewnętrznych. W 1997 nie ubiegał się o reelekcję. Do 2002 działał w PPChD.